# Салтиков Василь Федорович
Василь Федорович Салтиков (рос. Василий Фёдорович Салтыков, 1672, Москва — 5 (16) жовтня 1730, там же) — російський дійсний таємний радник, граф, московський генерал-губернатор. Брат цариці Прасковії Федорівни.

## Біографія
Походив з старовинного дворянського роду Салтикових. Син боярина Федора Петровича Салтикова, брат цариці Прасковії Федорівни, дядько імператриці Анни Іванівни.
За часів Петра I був кравчим царського двору. Державними справами не займався, був довіреною особою своєї сестри, яка була дружиною царя Івана V.
Був двічі одружений. Перша дружина Аграфена Петрівна Прозоровська померла в 1707 році. Друга дружина Олександра Григорівна Долгорука розлучилася з ним в 1721 році. Дітей в обох шлюбах не було.
З приходом до влади своєї племінниці Анни Іванівни Салтиков стає доволі впливовим вельможою. Йому було надано графський титул і призначено московським генерал-губернатором у званні дійсного таємного радника. Однак, на посаді довго він не пробував і вже 16 жовтня 1730 року помер.